# Xanthorhoe cuneosignata
Xanthorhoe cuneosignata là một loài bướm đêm trong họ Geometridae.